# 長全寺 (柏市)
長全寺（ちようぜんじ）は、千葉県柏市にある曹洞宗の寺院。

## 概略と沿革
1575年（天正3年）、巧室梵藝によって開山された。「戸張山」の山名が示すように元々は戸張地区にあった。
寛永年間に、旧柏村の中心地だった現在地に移転した。

## 交通アクセス
- JR東日本常磐線柏駅より徒歩5分。